# باول لويد
باول لويد (بالإنجليزية: Paul Lloyd)‏ (7 ديسمبر 1968 في المملكة المتحدة - ) هو ملاكم بريطاني، صنّف ضمن فئة وزن البانتام السوبر ‏ ووزن البانتام ‏.

## إحصائيات
خاض خلال مسيرته 27 نزالا.

## روابط خارجية
- باول لويد على موقع بوكس ريك (الإنجليزية) (registration required)